# Ich tu dir weh
Ich tu dir Weh (něm. "Ublížím ti") je singl německé industrial metalové skupiny Rammstein. Byl vydán 5. února 2010.
Tato skladba byla německým státním orgánem Bundesprüfstelle für jugendgefährdende Medien (Orgán ochraňující mládež před nebezpečnými vlivy médií) označena za nevhodnou pro mládež. Navíc skupina dostala zákaz hrát tuto píseň na koncertech.
Během natáčení videoklipu měla být zpěvákovi koutkem úst vedena trubička se žárovkou na konci, aby mu při zpěvu zářila ústa. Till Lindemann však trval na tom, aby mu byl do tváře vytvořen otvor a jím vedena trubička.

## Tracklist
Limitovaný CD singl:
1. "Ich tu dir weh" (radio edit) – 3:57
2. "Pussy" ("Lick It" Remix by Scooter) – 4:54
3. "Rammlied" ("Rammin' the Steins" Remix by Devin Townsend) – 5:09
4. "Ich tu dir weh" ("Smallboy" Remix by Jochen Schmalbach) – 6:42

12" vinyl single:
1. "Ich tu dir weh" (radio edit) – 3:57
2. "Ich tu dir weh" (Remix by F*kkk Offf) – 6:07
3. "Ich tu dir weh" (radio edit) – 3:57

- Evropská verze singlu má černý booklet, americká bílý.

7" single:
1. "Ich tu dir weh" (radio edit) – 3:57